# Spółgłoska szczelinowa języczkowa bezdźwięczna
Spółgłoska szczelinowa języczkowa bezdźwięczna – rodzaj dźwięku spółgłoskowego występujący w językach naturalnych, oznaczany w międzynarodowej transkrypcji fonetycznej IPA symbolem [χ].

## Artykulacja

### Opis
W czasie artykulacji tej spółgoski:
- modulowany jest strumień powietrza wydychany z płuc, czyli jest to spółgłoska płucna egresywna
- tylna część podniebienia miękkiego zamyka dostęp do jamy nosowej, jest to spółgłoska ustna
- prąd powietrza w jamie ustnej uchodzi wzdłuż środkowej linii języka - spółgłoska środkowa
- tylna część języka dotyka języczka - jest to spółgłoska języczkowa
- wiązadła głosowe nie drgają, spółgłoska ta jest bezdźwięczna

### Warianty
Opisanej powyżej artykulacji może towarzyszyć dodatkowo:
- wzniesienie środkowej części grzbietu języka w stronę podniebienia twardego, mówimy wtedy o spółgłosce zmiękczonej (spalatalizowanej): [χʲ]
- przewężenie w gardle, mówimy  spółgłosce faryngalizowanej spółgłosce: [χˤ]
- zaokrąglenie warg, mówimy wtedy o labializowanej spółgłosce [χʷ]

## Przykłady
- w języku hebrajskim (wymowa aszkenazyjska): חדר [χeˈdeʁ] "sala"
- w języku kabardyjskim: нэхъ [nɑχ] "więcej"
- w języku tlingit: tlaxh [tɬʰɐχ] "bardzo"